# Microula rockii
Microula rockii är en strävbladig växtart som beskrevs av Ivan Murray Johnston. Microula rockii ingår i släktet Microula och familjen strävbladiga växter. Inga underarter finns listade i Catalogue of Life.